# Pterostoma postmarginata
Pterostoma postmarginata är en fjärilsart som beskrevs av Barend J. Lempke 1959. Pterostoma postmarginata ingår i släktet Pterostoma och familjen tandspinnare. Inga underarter finns listade.